# ノルウェー海洋研究所
ノルウェー海洋研究所（ノルウェーかいようけんきゅうじょ、ノルウェー語: Havforskningsinstituttet、英語: Institute of Marine Research、略称: IMR）は、ノルウェーの海洋資源、海洋環境、沿岸・養殖業等の海洋学に関する中心的な研究機関。ノルウェーの貿易産業漁業省が所有している。1900年以来、ベルゲンに拠点がある。
約700名の職員を擁するIMRは、ノルウェーで最大の規模を誇る海洋研究開発拠点である。